# Jeliće
Jeliće (izvirno srbsko Јелиће) je naselje v Srbiji, ki upravno spada pod Občino Tutin; slednja pa je del Raškega upravnega okraja.

## Demografija
V naselju živi 72 polnoletnih prebivalcev, pri čemer je njihova povprečna starost 31,9 let (35,3 pri moških in 29,7 pri ženskah). Naselje ima 19 gospodinjstev, pri čemer je povprečno število članov na gospodinjstvo 5,26.
|  |

| Demografija | Demografija     | Demografija     |
| Leto        | Št. prebivalcev | Št. prebivalcev |
| ----------- | --------------- | --------------- |
|             |                 |                 |
|             |                 |                 |
|             |                 |                 |
|             |                 |                 |
| 1948        | 166             |                 |
| 1953        | 179             |                 |
| 1961        | 243             |                 |
| 1971        | 191             |                 |
| 1981        | 224             |                 |
| 1991        | 197             | 191             |
| 2002        | 130             | 100             |
|             |                 |                 |

| Etnična sestava po popisu iz leta 2002 | Etnična sestava po popisu iz leta 2002 | Etnična sestava po popisu iz leta 2002 | Etnična sestava po popisu iz leta 2002 | Etnična sestava po popisu iz leta 2002 |
| -------------------------------------- | -------------------------------------- | -------------------------------------- | -------------------------------------- | -------------------------------------- |
| Bošnjaki                               | Bošnjaki                               |                                        | 99                                     | 99,0%                                  |
| Neznano                                | Neznano                                |                                        | 1                                      | 1,0%                                   |